# Eladio Peguero
Gabriel Eladio Peguero Vega (Yayo el Indio; * 18. März 1920 in Juana Díaz; † 14. Dezember 2000 in New York City) war ein puerto-ricanischer Sänger.
Peguero, der unter dem Künstlernamen Yayo, el Indio bekannt wurde, begann seine professionelle Laufbahn als Sänger sechzehnjährig beim Rundfunk mit dem Orquesta Pilot. Zur gleichen Zeit trat er auch mit der Sängerin Ruth Fernández. Mit dem Orchester des Casino de Ponce entstand 1940 seine erste Plattenaufnahme, der Titel Bésame Otra Vez.
Nach dem Ende des Zweiten Weltkrieges ging er 1945 in die USA und wirkte dort an amerikaweiten Sendungen von CBS und NBC mit. Im gleichen Jahr schloss er sich dem Quintett von Celso Vega an und trat in Programmen von Frank Sinatra und Bing Crosby auf. Das USA-weit übertragene Programm El Buen Vecino präsentierte ihn neben lateinamerikanischen Musikern wie Néstor Mesta Chayres, Pedro Vargas, Carlos Ramírez und Carmen Miranda.
1949 wurde Yayo Mitglied des Orchesters von Miguelito Valdés und Roberto "Tito" Mendoza. Am Teatro Hispano erhielt er die Möglichkeit, zwei Jahre mit dem Orchester von Alberto Socarrás aufzutreten, ab 1952 war er zwei Jahre am Teatro Apolo engagiert. Er kehrte dann nach Puerto Rico zurück und gründete dort ein eigenes Orchester, mit dem er Konzertreisen durch ganz Lateinamerika unternahm.
1961 ging er erneut nach New York. Dort wirkte er neben Dioris Valladares, Cheo Feliciano, Willie Torres, Victor Velásquez und Heny Álvarez an den Alben der Alegre All-Stars mit und arbeitete mit Joe Quijanos und Charlie Palmieris Cesta All Stars zusammen. In Mexiko nahm er mit dem Quartett von Pedro Flores auf. In Puerto Rico schloss er sich dann der Gruppe von Roberto Angleró an. In den 1960er Jahren war er Sänger von Lito Peñas Orquesta La Panamericana. Mit Bouffartique y su Charanga, dem Orchester des kubanischen Pianisten Oscar Muñoz Bouffartique und den Sängern Frank Souffront und Tony Molina nahm er 1965 das Album The New Latín Dance Craze – Charanga Pachanga auf.
1971 schloss sich Yayo der legendären Sonora Matancera an, die zu der Zeit von Rogelio Martínez geleitet wurde. Er unternahm mit der Gruppe zahlreiche Konzertreisen durch die USA, Lateinamerika und Europa und nahm mit ihr 44 Titel als Solist und zahlreiche weitere als Chorsänger auf, darunter die  Guaracha El Gallo, La Gallina y El Caballo, das Lied La Vecina von Raúl Marrero, das Duo Traidora mit dem kubanischen Sänger Wuelfo Gutiérrez und Maní Tostao. Bei der Festveranstaltung zum 65. Jahrestag der Gründung der Sonora Matancera in der Carnegie Hall 1989 nahm er als Solosänger teil.
1993 entstand das letzte Album von Yayo und der Sonora Matancera, De Nuevo México, an dem die Salsasänger Frankie Vázquez und Adalberto Santiago sowie Willy "El Baby" Rodríguez mitwirkten. 2001 wurde er neben Libertad Lamarque, Pete Rodríguez, Rita Montaner, Juan Morel Campos, Julio Jaramillo, Alfredo Valdés, Sr., Sylvia Rexach, Felipe Pirela, José Mangual, Sr., Toña la Negra, Pedro Vargas, Javier Solís, Antonio Mesa, Don Azpiazú, Luis Carlos Meyer, Pedro Infante und Antonio Machín posthum in die International Latin Music Hall of Fame aufgenommen. Bei der Zeremonie traten die kubanische Sängerin Graciela Grillo Pérez sowie Héctor Casanova, Ruth Fernández, Cándido Camero, Carlos "Patato" Valdés, Wilfrido Vargas, Armando Peraza, Francisco Aguabella, Tata Güines, Tite Curet Alonso, Vitín Avilés, Ray Romero, Maso Rivera und Rafael Solano auf.